# Nie daj się
Nie daj się – utwór polskiej piosenkarki Dody, będącym singlem promującym reedycję jej debiutanckiego, solowego albumu studyjnego pt. Diamond Bitch.
Piosenka po raz pierwszy na żywo została zaprezentowana 14 czerwca podczas 45. Krajowego Festiwalu Piosenki Polskiej w Opolu i w tym samym miesiącu trafiła do polskich rozgłośni radiowych.
Utwór wygrał konkurs na „polski hit lata 2008” podczas Sopot Hit Festiwalu.

## Teledysk
Teledysk wyreżyserowała Anna Maliszewska, natomiast scenariusz napisała Doda. Zdjęcia do klipu powstały na terenie Warszawy, w mieszkaniu Dody, w redakcji studia Plotek oraz na lotnisku. Premiera teledysku do piosenki odbyła się 9 lipca 2008 roku na stronie Plejada.pl.
Już trzy dni po premierze teledysk znalazł się na pierwszym miejscu zestawienia najchętniej oglądanych teledysków na portalach Interia.pl i Onet.pl.

## Notowania

### Listy przebojów
Radio
| Kraj   | Notowanie (2008)              | Pozycja |
| ------ | ----------------------------- | ------- |
| Polska | Polskie Radio Szczecin (SLiP) | 19      |

Telewizja
| Kraj   | Notowanie (2008)           | Pozycja |
| ------ | -------------------------- | ------- |
| Polska | Viva Polska (Chart Surfer) | 1       |

## Nagrody i nominacje
| Rok  | Konkurs                 | Kategoria                                        | Rezultat  | Źr.           |
| ---- | ----------------------- | ------------------------------------------------ | --------- | ------------- |
| 2008 | Sopot Hit Festiwal 2008 | Polski hit lata 2008                             | Wygrana   | [ 5 ]         |
| 2008 | Viva Comet 2008         | Charts Award                                     | Wygrana   | [ 6 ]         |
| 2008 | Viva Comet 2008         | Teledysk roku                                    | Wygrana   | [ 6 ]         |
| 2008 | Złote Dzioby            | Przebój roku                                     | Nominacja | [ 7 ]         |
| 2008 | Złote Dzioby            | Teledysk roku                                    | Wygrana   | [ 7 ]         |
| 2009 | Eska Music Awards       | Video roku Eska.pl                               | Nominacja | [ 8 ]         |
| 2009 | Świry                   | Przebój roku                                     | Nominacja | [ 9 ]         |
| 2016 | 53. KFPP w Opolu        | Grand Prix Publiczności                          | Nominacja | [ 10 ]        |
| 2016 | 53. KFPP w Opolu        | Platynowa Telekamera za największy przebój Opola | Wygrana   | [ 11 ] [ 12 ] |